# Kiiu-Aabla
Kiiu-Aabla is een plaats in de Estlandse gemeente Kuusalu, provincie Harjumaa. De plaats heeft de status van dorp (Estisch: küla).

## Bevolking
Het dorp had 30 inwoners op 31 december 2011 en 32 inwoners op 31 december 2021.

## Ligging
Kiiu-Aabla ligt aan de westkant van het schiereiland Juminda.